# Lisa Carrington
Lisa Carrington (Tauranga 23 juni 1989) is een Nieuw-Zeelands kanovaarster. 
Carrington werd in 2011 wereldkampioen in de K-1 over 200 meter, deze titel verdedigde zij in 2013, 2014, 2015, 2017 en 2018. Tijdens de Olympische Zomerspelen 2012 won Carrington de gouden medaille in de K-1 over 200 meter. 
Carrington werd in 2015 wereldkampioen in de K-1 over 500 meter. In Rio de Janeiro Carrington verdedigde haar olympische titel in de K-1 over 200 meter, in de K-1 over 500 meter veroverde zij de bronzen medaille. Carrington werd in 2017 wereldkampioen in de K-2 over 500 meter.
Zij behaalde haar grootste successen tijdens de Olympische Spelen van Tokio door voor de tweede maal met succes haar titel op de K-1 200 meter te verdedigen en daarnaast goud te winnen op de K-1 500 meter en samen met Caitlin Regal goud te winnen op de K-2 500 meter.
Haar successen van Tokio evenaarde zij in Parijs. Zij verdedigde met succes haar titel op de K-1 500 meter en samen met Alicia Hoskin in de K-2 500 meter en ook won zij met de Nieuw-Zeelandse ploeg in K-4 500 meter. De K-1 200 meter was van het olympisch programma verdwenen.

## Belangrijkste resultaten

### Olympische Zomerspelen
| Editie | Plaats         | Resultaten                 |
| ------ | -------------- | -------------------------- |
| 2012   | Londen         | K-1 200m 7e K-1 500m       |
| 2016   | Rio de Janeiro | K-1 200m K-1 500m          |
| 2021   | Tokio          | K-1 200m K-1 500m K-2 500m |
| 2024   | Parijs         | K-1 500m K-2 500m K-4 500m |

### Wereldkampioenschappen sprint
| Jaar | Plaats           | Resultaten                                    |
| ---- | ---------------- | --------------------------------------------- |
| 2009 | Dartmouth        | 13e K-2 500 m 7e K-2 1.000m                   |
| 2010 | Poznań           | 9e K-2 500 m 11e K-4 500m                     |
| 2011 | Szeged           | K-1 200 m · 9e K-2 500m                       |
| 2013 | Duisburg         | K-1 200 m · K-1 500m                          |
| 2014 | Moskou           | K-1 200 m · K-1 500m                          |
| 2015 | Milaan           | K-1 200 m · K-1 500 m                         |
| 2017 | Račice           | K-1 200 m · K-1 500 m · K-2 500 m · K-4 500 m |
| 2018 | Montemor-o-Velho | K-1 200 m · K-1 500 m · K-2 500 m · K-4 500 m |
| 2019 | Szeged           | K-1 200 m · K-1 500m                          |
| 2022 | Dartmouth        | K-1 200 m · K-1 500m                          |
| 2023 | Duisburg         | K-1 200 m · K-1 500m · K-4 500m               |

2012: Lisa Carrington ·
2016: Lisa Carrington ·
2020: Lisa Carrington
1948: Karen Hoff ·
1952: Sylvi Saimo ·
1956: Jelizaveta Dementjeva ·
1960: Antonina Seredina ·
1964: Ljoedmila Pinajeva-Chvedosjoek ·
1968: Ljoedmila Pinajeva-Chvedosjoek ·
1972: Joelia Rjabtsjinskaja ·
1976: Carola Zirzow ·
1980: Birgit Fischer ·
1984: Agneta Andersson ·
1988: Vanja Gesjeva ·
1992: Birgit Schmidt-Fischer ·
1996: Rita Kőbán ·
2000: Josefa Idem-Guerrini ·
2004: Natasa Janics ·
2008: Inna Osipenko-Radomska ·
2012: Danuta Kozák ·
2016: Danuta Kozák ·
2020: Lisa Carrington ·
2024: Lisa Carrington
1960: Antonina Seredina & Maria Sjoebina ·
1964: Roswitha Esser & Annemarie Zimmermann ·
1968: Roswitha Esser & Annemarie Zimmermann ·
1972: Jekaterina Koerysjko & Ljoedmila Pinajeva-Chvedosjoek ·
1976: Nina Gopova & Galina Kreft ·
1980: Martina Bischof & Carsta Genäuß ·
1984: Agneta Andersson & Anna Olsson ·
1988: Anke Nothnagel & Birgit Schmidt-Fischer ·
1992: Ramona Portwich & Anke von Seck-Nothnagel ·
1996: Agneta Andersson & Susanne Gunnarsson-Wiberg ·
2000: Birgit Fischer & Katrin Wagner-Augustin ·
2004: Natasa Janics & Katalin Kovács ·
2008: Natasa Janics & Katalin Kovács ·
2012: Tina Dietze & Franziska Weber ·
2016: Danuta Kozák & Gabriella Szabó ·
2020: Lisa Carrington & Caitlin Regal ·
2020: Lisa Carrington & Alicia Hoskin
1984: Agafia Constantin & Nastasia Ionescu & Tecla Marinescu & Maria Ştefan ·
1988: Anke Nothnagel & Ramona Portwich & Birgit Schmidt-Fischer & Heike Singer ·
1992: Kinga Czigány & Éva Dónusz & Rita Kőbán & Erika Mészáros ·
1996: Birgit Fischer & Manuela Mucke & Ramona Portwich & Anett Schuck ·
2000: Birgit Fischer & Manuela Mucke & Anett Schuck & Katrin Wagner-Augustin ·
2004: Birgit Fischer & Carolin Leonhardt & Maike Nollen & Katrin Wagner-Augustin ·
2008: Fanny Fischer & Nicole Reinhardt & Katrin Wagner-Augustin & Conny Waßmuth ·
2012: Krisztina Fazekas & Katalin Kovács & Danuta Kozák & Gabriella Szabó ·
2016: Tamara Csipes & Krisztina Fazekas-Zur & Danuta Kozák & Gabriella Szabó ·
2020: Kozák & Csipes & Kárász & Bodonyi ·
2024: Carrington & Hoskin & Brett & Vaughan